# Valzer dei fiori

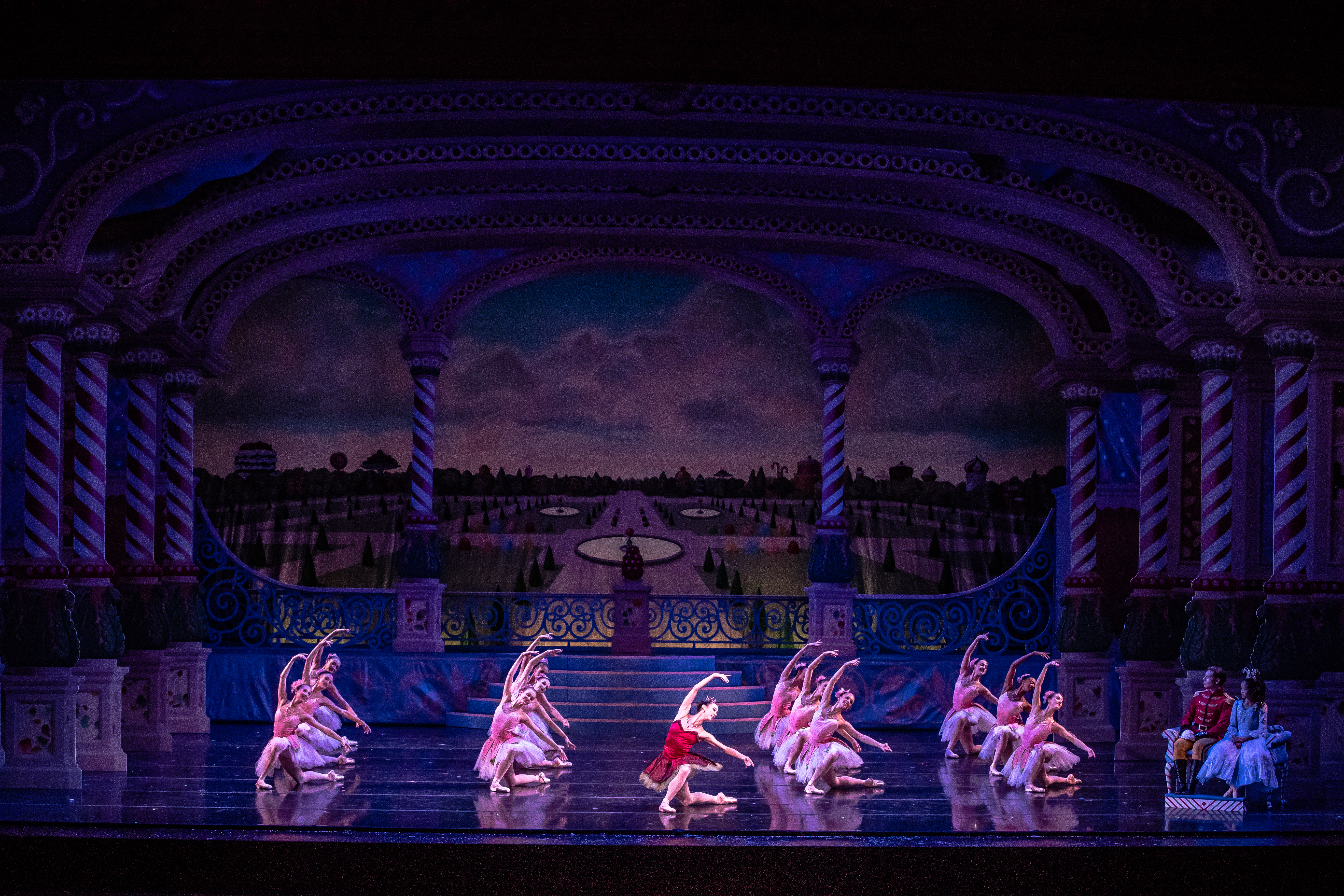
Il valzer dei fiori in una rappresentazione dello Schiaccianoci risalente al 2016.

Il valzer dei fiori (in russo Вальс цветов?, Val's cvetov) è un valzer tratto dal balletto Lo schiaccianoci del compositore russo Pëtr Il'ič Čajkovskij. Il valzer dei fiori è anche uno degli otto brani che compongono la suite dello Schiaccianoci, op. 71a, composta nel 1892 come anteprima del balletto.

## Storia
Pëtr Il'ič Čajkovskij iniziò a comporre le musiche per lo Schiaccianoci nel 1891 e nell'agosto del 1892, pochi mesi prima della prima assoluta del balletto, realizzò la suite dello Schiaccianoci: il valzer dei fiori costituisce l'ultimo brano della suite. Si dice che Ciaikovski abbia detto ai suoi colleghi musicisti che stava lavorando su un "balletto fantastico" con una "marcia per i soldatini di stagno" (forse la celebre marcia dal primo atto) ed un "valzer dei fiori".

## Musica

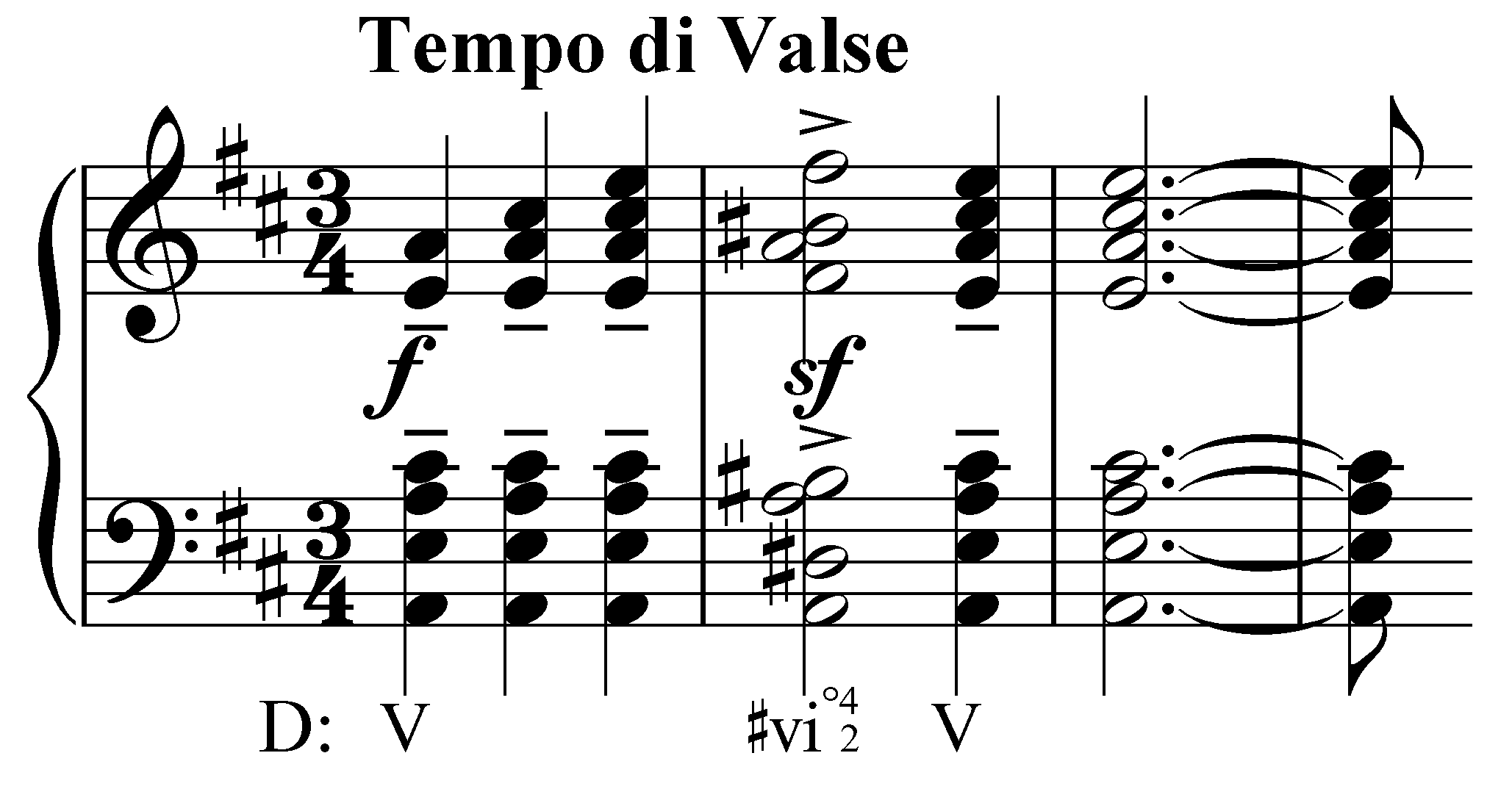
L'accordo di settima diminuita all'inizio del valzer dei fiori (indicato come ♯vi^{o}).

Il brano fa parte del secondo atto del balletto e conclude il divertimento musicale (Divertissement) che costituisce la prima scena di questo atto.
Il valzer dei fiori si apre con un accordo di settima diminuita. In seguito è presente una cadenza per l'arpa, che introduce l'atmosfera magica del valzer, anche se la versione originale di Ciaikovski è suonata molto di rado, preferendogli una variazione. È probabile che questa revisione sia stata suggerita al compositore dall'arpista tedesco Albert Zabel.
Il tempo è indicato come "tempo di Valse" e il metro è 3/4.

## Nella cultura di massa
Il valzer dei fiori è uno dei brani più celebri dello Schiaccianoci ed è stato incluso in vari film: tra questi si citano L'enigma dell'alfiere nero del 1929, Fantasia del 1940, Electric Dreams del 1984 e Lady Bird del 2017.
Una trascrizione del brano per pianoforte è stata realizzata dal compositore australiano Percy Grainger.